# Scopula ochricrinita
Scopula ochricrinita là một loài bướm đêm trong họ Geometridae.